# Шачко, Оксана Васильевна
Оксана Васильевна Шачко (31 января 1987 — 23 июля 2018) — украинская художница, активистка, соосновательница и участница движения femen.

## Биография
Родилась 31 января 1987 года в Хмельницком. Мать — Ольга Владимировна развелась с отцом Оксаны. Брат — Алексей Шачко.
В детстве интересовалась рисованием и увлеклась православными иконами, в 8-летнем возрасте поступила в художественную школу. По словам её подруги художницы Аполонии Брейль: «Поскольку она была ребёнком, ей разрешалось ходить в церковь и рисовать в таких местах, куда женщин обычно не пускают». В 12 лет у неё был кризисный период, она хотела уйти в монастырь и стать невестой Бога. Мать её удержала.
В возрасте 15 лет уехала из родного города с намерением посвятить свою жизнь иконописи. Некоторое время жила при монастыре. Со временем разочаровалась в религии и покинула монастырь.
Училась в Киевском национальном университете имени Тараса Шевченко.

### Femen
В апреле 2008 года вместе с Анной Гуцол и Александрой Шевченко она основала неофициальную организацию Femen. Активистки сначала протестовали по поводу проблем, которые затрагивают студенток, но быстро перешли к акциям против сексуальной эксплуатации украинских женщин и секс-туризма. Сначала они привлекали внимание, принимая участие в акциях в одном нижнем белье.
В августе 2009 года Оксана Шачко первой оголила грудь в знак протеста в Киеве. С того времени активистки Femen регулярно протестовали топлес.
Кроме Украины, Оксана Шачко принимала участие в акциях в Белоруссии и России.
4 марта 2012 года Шачко была задержана в Москве во время выборов президента России. После того, как премьер-министр России Владимир Путин проголосовал на избирательном участке, вместе с двумя другими девушками она ворвалась на участок, обнажилась по пояс и выкрикивала лозунги. Их задержала полиция и депортировала на Украину.
В июне 2012 года Шачко уже принимала участие в «голом» протесте против Евро-2012 в фанзоне на Крещатике, сбивая ногами со стола пиво болельщиков сборной Швеции.

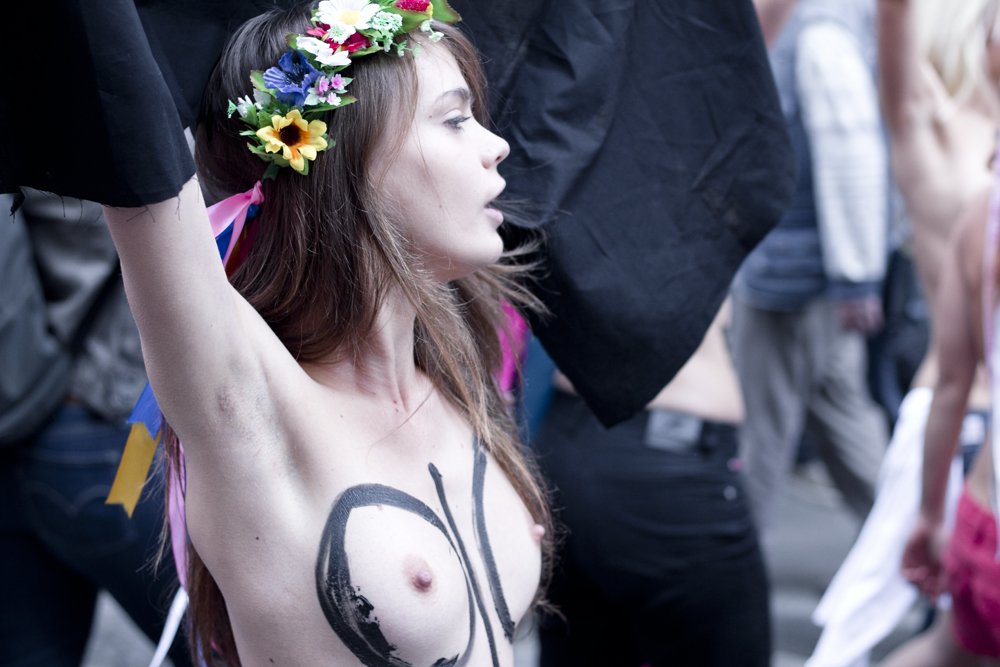
Оксана Шачко в Париже

В 2013 году, после нескольких нападений на активисток Femen, Шачко попросила политического убежища во Франции. Жила в Париже, писала картины. По словам Аполонии Брейль, жизнь в Париже была очень тяжелой. Шачко испытывала проблемы с необеспеченностью, жильём и возобновлением документов.
Начиная с 2014 года, она стала дистанцироваться от Femen и сосредоточилась на своей первой увлеченности — искусстве.
Сотрудничала с французской писательницей Галей Акерман, которая написала книгу «Femen» (2013). В 2014 году режиссёр Ален Марго снял документальный фильм «Я — Фемен» (фр. Je suis Femen) о Шачко.
Организовала несколько персональных выставок. В частности, она создала серию провокационных «икон».
В 2016 году в галерее Mansart состоялась первая персональная выставка таких произведений под названием Iconoclaste («Иконоборчество»). Это «иконы», написанные традиционным способом, в которых художница ввела трансгрессивные детали с феминистическим, политическим или гуманистическим подтекстом, чтобы противостоять религиозной догматике. Среди её скандальных картин есть, например, Богородица в парандже, Ангел с автоматом, играющая в казино Троица. Как объясняла сама Оксана, своим творчеством она выражала протест против религии.
23 июля 2018 года Оксана Шачко повесилась в своей квартире в Париже. Оксана написала записку на английском языке, в которой обращалась к парижской богеме: «Вы все фейк». До этого у неё были две неудачные попытки самоубийства.

## Фильмография
- 2014: Украина не бордель (англ. Ukraine Is Not a Brothel) — документальный фильм австралийского режиссёра Китти Грин;
- 2014: Я — Фемен (фр. Je suis Femen) — французский документальный фильм Алена Марго;
- 2014: Голая война (англ. Naked War) — франко-немецкий документальный фильм.

## Музыка
- 2019 : Свет чёрный (фр. La Lumière est Noire) - французская музыка Алена Марго (фр. Je suis Femen), Chiara Darbellay, Mathieu Schneider[13].